# Twiztid
Twiztid — американская альтернативная хип-хоп-группа основанная в 1997 году в Истпойнте, штат Мичиган и исполняющая хорроркор, добавляя туда элементы рок-музыки. В состав коллектива входят Джейми Мэдрокс и Моноксайд.

## История
Сегодня Twiztid заполняют клубы в Детройте и по всей стране. Они работали с такими суперзвездами как E-40, Лейзи Боун (из Bone Thugs N Harmony), Билл Бушвик (из Ghetto Boys) и Tech N9ne на их альбомах. Они были в турах с такими группами как Bone Thugs N Harmony. Но где же они начинали? Это очень интересный вопрос. И как же на него ответить? Это тоже важный вопрос. Вы так не считаете? Как и многие другие, в андеграунде, на улицах Детройта. Они раздавали флаеры и распространяли семплеры, просто пытаясь ворваться в музыкальную индустрию. В те времена ещё не было ни Моноксайд Чаилда, ни Джейми Мэдрокса. Тогда не было даже Twiztid. Тогда были только House Of Krazees.
В House Of Krazees входили Mr. Bounce (сейчас Джейми Мэдрокс из Twiztid), Hectic (сейчас Моноксайд Чаилд из Twiztid), и The ROC (сейчас известный как Sol из Halfbreed). HOK выпустили несколько альбомов, которые остались в андеграунде. Фактически они были злейшими конкурентами группы, которая была на то время на вершине Детройтской музыкальной сцены, группы Insane Clown Posse. Однако они объединились вместе и начали дружбу, которая держится и по сей день.
Когда выпадала возможность поехать в тур с клоунами, они не могли сопротивляться. Относительно неизвестной группе, у которой был талант, и которая наводила шум в своих местах, выпал шанс поехать в общенациональный тур. Где-то в пути, во время тура, в группе возникли проблемы, и The ROC решил, по неизвестной причине, что больше не нуждается в группе. Тогда ICP предложили двум оставшимся участникам место на их лейбле Psychopathic Records. Им двоим некуда больше было идти, и они приняли предложение, отметив тем самым рождение Twiztid, также как Джейми Мэдрокса «The Multiple Man» и Моноксайд Чаилда «The Chain Smoker».
Скоро Twiztid записываются с клоунами в студии. Twiztid принимали участие в треке «Echo Side» на пятой Джокер Карте «The Amazing Jeckel Brothers» и было объявлено, что они присоединятся к ICP, чтобы создать сайд-проект под названием Dark Lotus. Скоро Twiztid записывают их первый полнометражный альбом «Mostasteless», который выходит на Psychopathic Records. На диске присутствуют такие песни как «2nd Hand Smoke», «Diemuthafuckadie», «Whatthefuck?!?», и многие другие. Однако из-за оформления обложки, двух мертвых зародышей, соединившихся как сиамские близнецы, альбом надо было переиздать. Скоро «Mostastless» переиздают с слегка другим трек листом. Такие песни как «Murder Murder Murder» и «She Ain’t Afraid» были убраны с альбома, потому что Island Records не одобряли их из-за очень сильного содержания. Но на диск добавили ремикс на классическую песню ICP «First Day Out», «Hound Dogs», на которой был новый рэпер Психопатика, Blaze Ya Dead Homie, и классика Twiztid «Rock The Dead».
После переиздания «Mostastless», Twiztid решают выпустить компиляционный альбом под названием «The Cryptic Collection» с двумя коллекционными обложками. Он вышел только на Psychopathic Records, так что они выпустили все песни, которые убрали с оригинала «Mostasteless», и несколько последних песен House Of Krazees, а также группу, которая начинала набирать обороты — Infamous Superstars Incorpated, вместе с Блейзом, которого тогда знали как Big C. На альбоме также был трек под названием «Put It Down», из готовящегося к выходу дебютника Блейза. Twiztid поехали в свой первый межнациональный тур, во время которого собирались приличные толпы. Тур назывался Rock The Dead Tour, и после такого успеха Twiztid, ICP поняли, что пополнили Психопатик ещё одной хитовой рэп-группой. Twiztid опять засели в студии и записали удивительный полнометражный альбом «Freek Show», на котором появились ICP, Блейз, новый рэпер Психопатика Anybody Killa и Three Six Mafia. Альбом вышел вместе с альбомами ICP «Bizzar» и «Bizaar», в октябре 31-го, и оказался хитом. Джаггало полюбили Twiztid. Twiztid сняли видео на «We Don’t Die» и выпустили фильм под названием «Born Twiztid». В фильме были две версии видео «We Don’t Die» и несколько песен с концертов Twiztid.
Twiztid опять отправились в тур, вместе с Блейзом, и на Freek Show Tour собирались ещё большие толпы. Они стали такими успешными, что ICP даже не мечтали их увидеть такими. Во время тура Twiztid выпускают вторую часть «Cryptic Collection», на которую помещают песни, которые не вошли в предыдущий релиз, также некоторые старые работы, треки Dark Lotus’а, и их Hallowicked трек «Juggalo Party», записанный совместно с Блейзом и Anybody Killa.
Twiztid опять возвращаются в студию и записывают короткий диск, чтобы разогреть Джаггало перед тем как они услышат следующий полнометражный альбом «The Green Book». Короткий альбом назывался «Mirror/Mirror» и включал в себя треки из скрытого рок-проекта Twiztid — Black Majik.
После Mirror/Mirror Tour, Twiztid создали оригинальное Интернет Джаггало шоу. «The Purple Show» дебютировало на www.twiztid.com. Это было первое Джаггало шоу в Интернете, и оно было успешным. Потом было новое «The Purple Show», выпущенное для скачивания, выходило каждый месяц, и каждое длилось 30 минут. После выхода третьего эпизода, их поместили на DVD, добавили эксклюзивные эпизоды и продали. После пятого эпизода пришло время выпустить «The Green Book». Twiztid также заканчивали большой тур с Bone Thugs N Harmony. Однако у Twiztid была другая большая новость. У них были планы о создании их собственного независимого лейбла для андеграундных рэперов. Лейбл должен был назваться Majik Records. Но тем временем концентрация была сфокусирована на «The Green Book».
Прямо перед тем, как Twiztid собирались поехать в The Green Book Tour, у Моноксайд Чаилда начались нервные срывы и другие проблемы. Тур был отложен, пока не выйдет альбом. Компенсируя задержку, Twiztid выпустили несколько песен с их сайта, со скачивающейся обложкой и назвали это «4 The Fam EP». Также на сайте был релиз семплера для «The Green Book». Потом в начале июля Twiztid выпустили «The Green Book». Джаггало полюбили альбом, на котором засветились Bone Thugs N Harmony, E 40, Tech N9ne, ICP, Anybody Killa, Bushwick Bill, и Колтон Грунди по прозвищу Blaze Ya Dead Homie. Сейчас Twiztid в туре с Society 1, Wolfpac, Anybody Killa, и со старым партнёром, с которым они воссоединились — The ROC. Twiztid также планируют выпустить свой сайд-проект The Samhein Witch Killaz. Ещё у Twiztid есть их собственное Хеллоуин шоу под названием Fright Fest в Колорадо, которое включает выступления The ROC, Блейза, Wolfpac, Society 1, Anybody Killa, House Of Krazees и самих Twiztid. Джаггало которые его посетили, получили EP, на котором записаны выступления участников шоу. Вскоре после Gathering Of Juggalos, Twiztid фокусируются на карьере в Psychopathic Records и решают не создавать Majik Records.
Позже, после окончания The Green Book Tour, Twiztid заседают в студию и вместе с остальным D-Unit’ом записывают последний альбом Dark Lotus’а «Black Rain», и отправляются в тур вместе с ICP, Блейзом, и ABK, исполняя хиты Лотуса для Джаггало по всей Америке. Потом Twiztid собирают третью часть «Cryptic Collection», на которую помещают ремиксы на хиты Twiztid «2nd Hand Smoke», «White Trash Wit Tat-2’s», «Wrong With Me» и другие, также новые хитовые песни, такие как «Know Good», «Keep It Movin'», неизданный трек Dark Lotus’а «Shock & Awe», и даже кавер на классику Стива Миллера «The Joker». Также для Джаггало было объявлено о выходе двойного диска «Man’s Myth» и «Mutant». И недавно на сайте Twiztid было объявлено о том, что Моноксайд планирует выпустить сольник под конец 2004 года.

## Дискография
| - 1998: Mostasteless - 1999: Mostasteless (Re-Release) - 2000: Freek Show - 2003: The Green Book - 2005: Man’s Myth (Vol. 1) - 2005: Mutant (Vol. 2) - 2007: Independent’s Day - 2009: W.I.C.K.E.D. - 2010: Heartbroken And Homicidal - 2012: Abominationz - 2015: The Darkness - 2016: Mutant Remixed & Remastered - 2017: The Continuous Evilution of Life’s ?’s - 2019: Generation nightmare - 2002: Mirror Mirror - 2003: 4 The Fam - 2003: Fright Fest 2003 - 2005: Fright Fest 2005 - 2008: Toxic Terror - 2009: End Of Days - 2011: American Psycho Tour Exclusive - 2013: A New Nightmare - 2014: Get Twiztid - 2017: Psychomania - 1999: Psychopathics From Outer Space - 2000: Cryptic Collection - 2001: Cryptic Collection 2 - 2002: Big Money Hustlas OST - 2003: Psychopathics From Outer Space Part 2 - 2004: Cryptic Collection 3 - 2006: Cryptic Collection (Halloween Edition) - 2007: Psychopathics From Outer Space Part 3 - 2008: Let 'Em Bleed: The Mixxtape Vol. 1 - 2008: Let 'Em Bleed: The Mixxtape Vol. 2 - 2008: Let 'Em Bleed: The Mixxtape Vol. 3 - 2009: Let 'Em Bleed: The Mixxtape Vol. 4 - 2009: Cryptic Collection «From Us To You»: Holiday Edition - 2010: Book Of The Wicked: The Mixxtape (Chapter One) - 2010: Holiday Heat - 2010: Book Of The Wicked: The Mixxtape (Chapter Two) - 2011: Cryptic Collection 4 - 2011: A Cut-Throat Christmas - 2012: Kronik Collection | - 1999: Rock The Dead - 2000: We Don’t Die - 2001: A Very Twiztid Christmas - 2002: Green Pumpkinz - 2002: Nosferatu (Samhein Witch Killaz) - 2002: Wrong With Me - 2003: Christmas In The Hood - 2003: Darkness - 2005: Story Of Our Lives - 2005: Murder City Christmas - 2006: Necks - 2007: Knock Knock - 2009: That’s Wicked - 2010: Prey For Us (New Year’s Evil single) - 2012: Annihilating Life - 2012: Watch Out (feat. Kottonmouth Kings) - 2004: Monoxide Child «The Chaimsmoker LP» - 2006: Jamie Madrox «Phatso» - 2006: Jamie Madrox «Phatso (The Earth 2 Version)» - 1993: Home Sweet Home - 1994: Homebound - 1994: Demon Inside (Mr. Bones solo) - 1994: Season Of The Pumpkin - 1995: Outbreed - 1995: Sacrifice (Mr. Bones solo) - 1996: Head Trauma - 1997: Collector’s Edition '97 (Remix & Rewind) - 2003: Home Sweet Home (Reissue) - 2004: Homebound (Reissue) - 2004: Season Of The Pumpkin (Reissue) - 2010: Sacrifice (Digitally Re-mastered) (Mr. Bones solo) - 2010: Head Trauma (Reissue) |

## Видеография
- 2000: Born Twiztid: Beyobd The FreekShow
- 2005: Man’s Myth (Vol. 1) (Donus DVD)
- 2005: Mutant (Vol. 2) (Donus DVD)
- 2003: The Purple Show
- 2009: W.I.C.K.E.D. (Bonus DVD)